# Noordse rotsboorder
De noordse rotsboorder (Hiatella arctica) is een tweekleppigensoort uit de familie van de Hiatellidae. De wetenschappelijke naam van de soort werd in 1767 gepubliceerd door Carl Linnaeus.

## Beschrijving
De noordse rotsboorder is een mariene tweekleppige met een lengte tot 25 mm en een hoogte tot 15 mm, hoewel hij ook veel groter kan worden (tot 45 mm). De dikschalige schelp is variabel van vorm en vaak vervormd bij ingeboorde exemplaren omdat ze qua vorm zich aangepast hebben aan de beschikbare ruimte. De kleppen hebben een kalkwitte kleur met een geelbruine, vaak wat vezelige opperhuid. In tegenstelling tot de geplooide rotsboorder (Saxicavelle jeffreysi) zijn de sifonen vergroeid tot een lange buis die grotendeels door de opperhuid wordt bedekt. Aan de buitenkant zijn fijne, onregelmatige groeilijnen zichtbaar.

## Verspreiding en leefgebied
De noordse rotsboorder heeft een circumpolair verspreidingsgebied en komt wijdverspreid voor op zowel het noordelijk als zuidelijk halfrond en wordt gevonden in alle Oceanen. Hij komt voor vanaf de laagwaterlijn tot een diepte van zo'n 175 meter. Deze soort leeft niet alleen ingeboord in zacht steen (rugosa-vorm), maar wordt ook gevonden aan drijvend dan wel vaste substraten waar de dieren met hun byssusdraden zichzelf aan vasthechten.